# Streetworking
Streetworking – praca prowadzona na ulicy, pedagogika ulicy. Jest to wariant metody outreach (wyjście – sięganie – poza – do), czyli pracy poza instytucjami, w środowisku przebywania klienta. Jest to innowacyjna forma pracy socjalnej, stosowana w zinstytucjonalizowanej pomocy państwa nad osobami zmarginalizowanymi. Metoda ta, poprzez swoje zindywidualizowanie, ukierunkowanie na zasoby i potrzeby klienta, a także elastyczność i niezinstytucjonalizowanie, umożliwia pomaganie ludziom dotychczas izolowanym, odtrącanym i niezauważanym. Pozwala na docieranie ze wsparciem do wielu grup społecznych, m.in. prostytutek, dzieci, młodzieży, narkomanów, osób bezdomnych – w miejscach ich przebywania (ulicach, klubach, wybranych dzielnicach miast).

## Etapy działań
- Etap pierwszy: Badania środowiska. Etap polegający na zapoznaniu się z terenem działań (wiedza społeczna, ekonomiczna, kulturowa, historyczna) poprzez studium teoretyczne i praktyczne.
- Etap drugi: Obecności w środowisku.. Etap polegający na bezpośredniej obserwacji terenu działań, z wyłączeniem interwencji. Działania te mają na celu asymilację z kulturą danego środowiska.
- Etap trzeci: Zapoznania/Przedstawienia. Etap ujawnienia i doprecyzowania swojej roli w środowisku lokalnym.
- Etap czwarty: Budowania więzi. Etap nawiązywania kontaktów i więzi interpersonalnych z osobami do których kierowane są działania pomocowe.
- Etap piąty: Wsparcie i interwencja. Etap pracy właściwej polegającej na organizacji działań pomocowych i interwencyjnych, uwzględniając zarówno wsparcie indywidualne jak i działania grupowe czy wspólnotowe.

## Nazewnictwo
W praktyce spotkać można się z wieloma nazwami określającymi pracę typu outreach. Nazwy związane są z indywidualną historią i kontekstem kulturowym kraju lub lokalnymi tradycjami. Nazwa Streetworking pozostaje w użyciu najczęściej, niemniej jednak spotkać można się również z takimi określeniami jak: pedagog ulicy, często stosowane w Polsce; wychowawca uliczny, stosowane w krajach francuskojęzycznych i hiszpańskojęzycznych czy nauczyciel uliczny, które dominujące we Włoszech. W Kanadzie (Quebec) spotyka się dwa określenia terminu streetworking: "travail de rue", który odnosi się do pracy w takich przestrzeniach społecznych jak bary, squaty i mieszkania oraz "travail de milieu" związany z pracą w zinstytucjonalizowanych przestrzeniach (szkoły, zakłady). W krajach angielskojęzycznych, obok terminu streetworking, funkcjonują terminy: outreach work, który związany jest z pracą uliczną skoncentrowaną na konkretnych usługach; detached work, który jest związany z pracą na wszystkich płaszczyznach życia swoich grup docelowych; a także street-based work, który jest typem pracy ulicznej, w której działania się realizowane tylko na ulicy.